# Ako ne znaš šta je bilo
»Ako ne znaš šta je bilo« singl je Marka Perkovića Thompsona izdan 2024. godine i snimljen sa sastavom Hrvatske ruže (Antonio Maričević, Karlo Dogan, Mario Salvador i Toni Rajnović).
Pjesma je najava novoga albuma »Hodočasnik« koji se planira objaviti 2025. godine. Prethodni album bio mu je Ora et labora iz 2013. godine, a uzeo je stanku od koncerata od 2022. do kolovoza 2024. zbog sinove bolesti. Nakon objave ovog singla održao je samostalni koncert u Imotskom.
Pjesma ima domoljubnu poruku prikazanu u videospotu kombinirajući kadrove Bitke za Vukovar i klanca rijeke Čikole (hidronima prve Perkovićeve pjesme »Bojna Čavoglave«). Pojavljuju se i djevojke iz Vukovara te Memorijalno groblje u Vukovaru.
Nedovršena verzija pjesma pojavila se na internetu u srpnju 2024., a nedugo zatim objavljena je službena inačica pjesme.
Prema Billboardu bila je najslušanija pjesma u Hrvatskoj od 8. do 15. veljače 2025.

## Izvođači
Pjesmu izvode:
- Miro Buljan (gitare, klavijature, programiranje)
- Nenad Borić (bubanj)
- Vilim Ileković Willie (bas gitara)
- Daria Hodnik Marinković, Ivana Čabraja (prateći glasovi)

Hrvatske ruže:
- Neno Ninčević
- Antonio Maričević
- Karlo Dogan
- Mario Salvador
- Toni Rajnović